# Sax (lyftanordning)

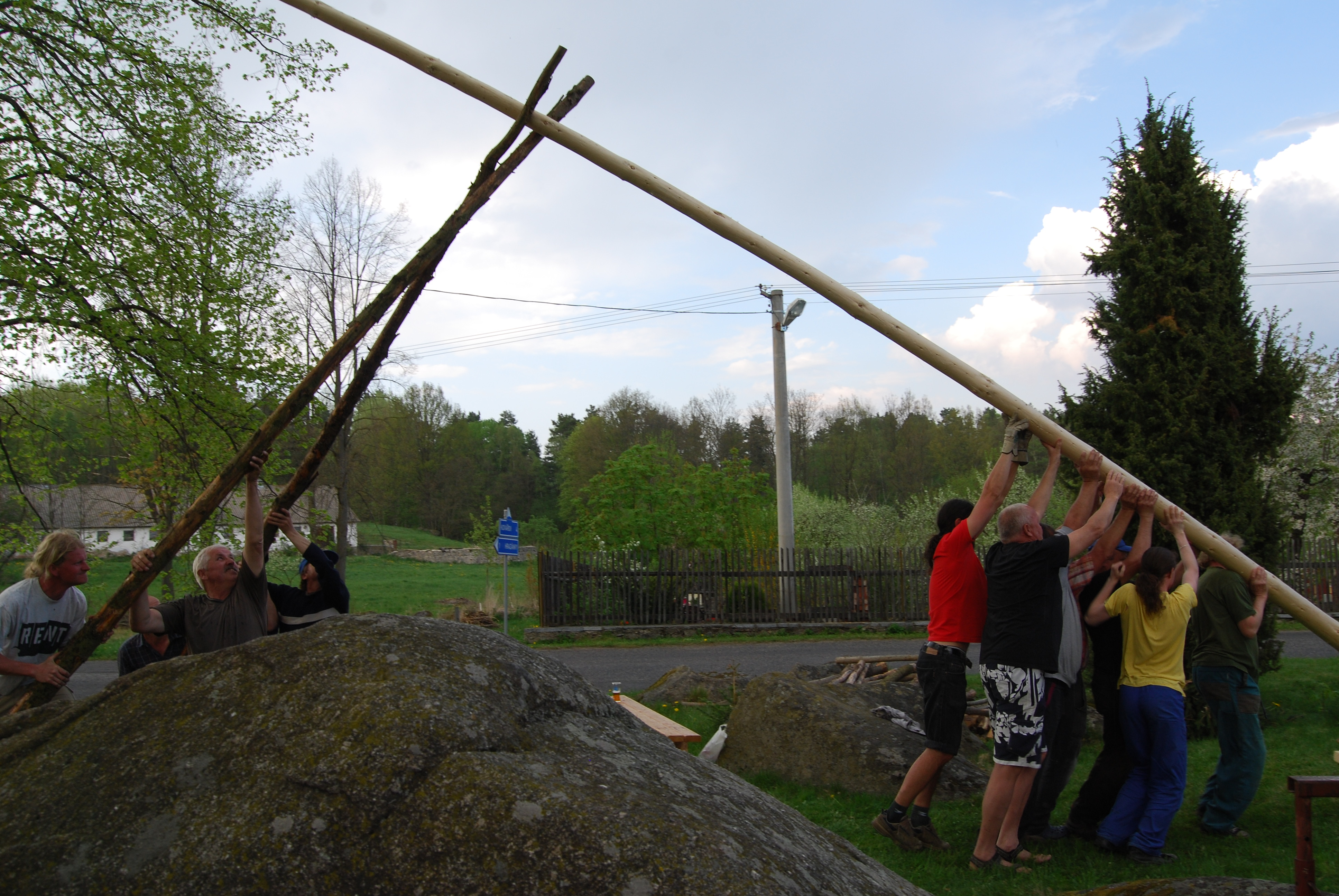
Resning av en påle med en sax.

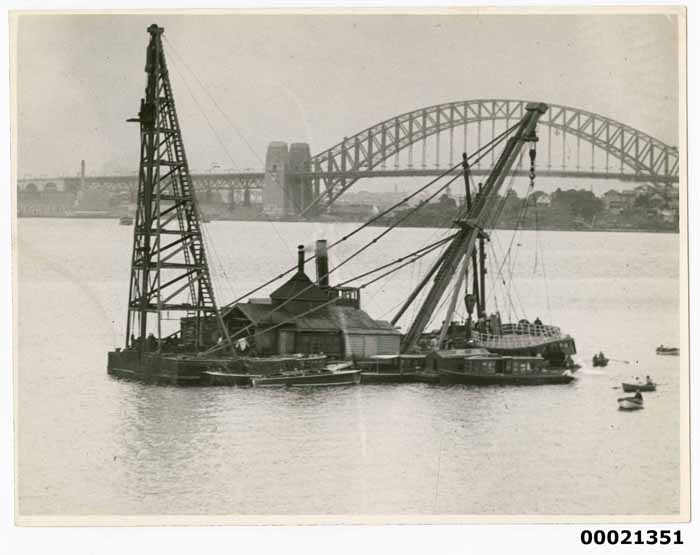
Sax på ett fartyg.

Sax är en lyftanordning bestående av två korslagda bommar sammanbundna i korset. Det kan användas fristående genom att läggas något ovanpå krysset exempelvis en påle vid majstångsresning) När saxen är fast monterad är de nedre ändarna fastsatta i marken eller på ett fartyg och är stöttad med stag. Föremål lyfts under krysset med hjälp av rep och taljor.